# Sexting

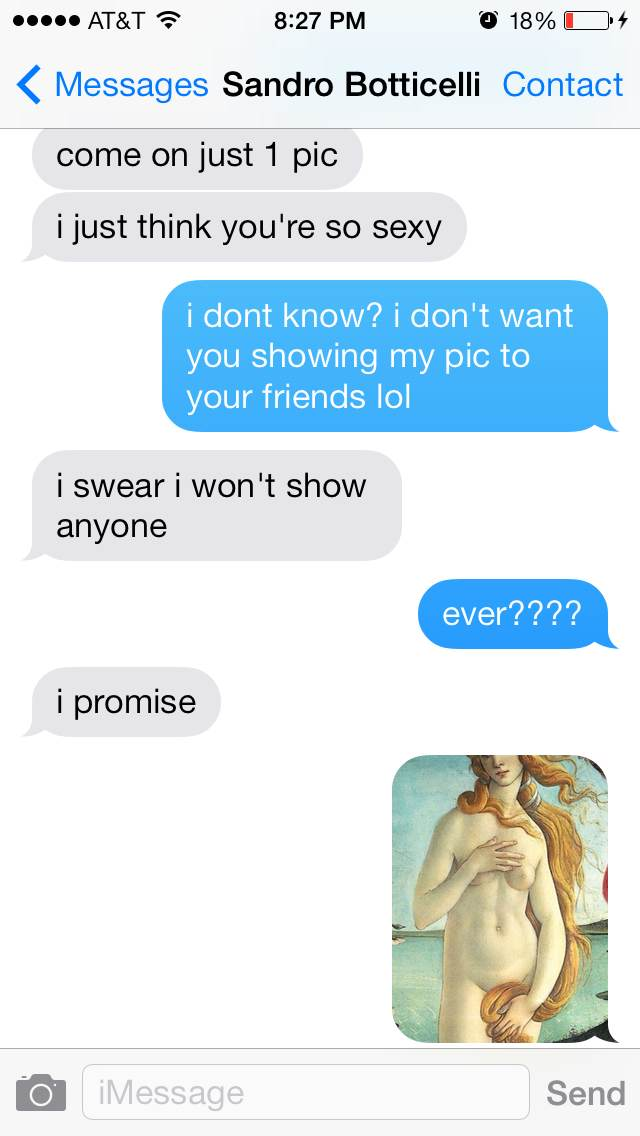
Sexting

Sexting (także seksting) – forma komunikacji elektronicznej, w której przekazem jest seksualnie sugestywny obraz lub treść. Termin powstał w pierwszych latach XXI wieku jako zrost angielskich słów sex (seks) i texting (czynność wysyłania wiadomości SMS). Z czasem jego znaczenie poszerzyło się na wysyłanie podobnych komunikatów także za pomocą innych mediów, na przykład komunikatorów internetowych, wiadomości MMS czy portali społecznościowych.
Ludzie uprawiający sexting korzystają głównie z aplikacji mobilnych. Prócz najpopularniejszych z nich, takich jak Facebook Messenger czy Snapchat, wykorzystywane są takie programy jak AntiChat czy KiK Messenger. Część z nich docelowo przeznaczona jest do poznawania kobiet i mężczyzn zainteresowanych wymianą prywatnych materiałów erotycznych.
W sierpniu 2012 termin został wpisany do słownika Merriam-Webster jako wyraz ugruntowany w języku angielskim, rozpowszechnił się także w innych językach.
Seksting uznawany jest za jedno z najważniejszych zagrożeń społeczno-wychowawczych stojących przed młodymi ludźmi korzystającymi z Internetu, obok pornografii, pedofilii w sieci, stalkingu i innych form cyberprzemocy.
W 2020 i 2021 przeprowadzono w Polsce badania Nastolatki 3.0 wśród uczniów klas VII szkół podstawowych i klas II szkół ponadpodstawowych. Opublikowano je w raporcie Dzieci się liczą 2022. W trakcie badań do otrzymywania półnagich zdjęć przyznało się 8,3% badanych uczniów, a 2,2% do ich wysyłania. W 2017 podobne badania przeprowadziła Fundacja Dajemy Dzieciom Siłę na próbce młodzieży w wieku 15–18 lat. Wówczas do otrzymywania zdjęć przyznało się 42% osób, a do ich wysyłania 13%. Większe rozpowszechnienie sekstingu zaobserwowano u młodzieży starszej, jednak udział w takich praktykach brali już 12-latkowie, a nawet dzieci młodsze.